# Alma (Quebec)
Alma – miasto w Kanadzie, w prowincji Quebec, w regionie Saguenay–Lac-Saint-Jean i MRC Lac-Saint-Jean-Est. Alma jest największym po Saguenay miastem w regionie i tworzy 18. aglomerację w Quebecu. Miasto położone jest na wschód od jeziora Saint-Jean.
Liczba mieszkańców Alma wynosi 29 998. Język francuski jest językiem ojczystym dla 98,6%, angielski dla 0,5% mieszkańców (2006).